# Arpen Tavitian
Arpen Abramovitch Tavitian (en arménien : Արփեն Դաւիթեան, aussi orthographié Arben Dawitian, Dav'Tian ou Davidian), dit aussi A. Tarov, Armenak Manoukian ou André, né vraisemblablement le 5 novembre 1895 à Azadachen (alors dans l'Empire russe) et fusillé le 21 février 1944 au Mont-Valérien, est un révolutionnaire communiste et résistant arméno-russe connu pour avoir fait partie des FTP-MOI au sein du Groupe Manouchian-Boczov-Rayman des FTP-MOI de la région parisienne, dont une dizaine avaient leur portrait sur l'Affiche rouge.

## Biographie

### Jeunesse
Il est difficile de savoir où et quand est né Arpen Tavitian. Deux hypothèses existent :
- selon ses papiers, il serait né le 7 novembre 1898 à Chouchi, ville d'Artsakh[2]. Cependant, ces papiers seraient des faux destinés à le soustraire au Guépéou[3] ;
- selon Diran Vosguiritchian (dans son livre Les Mémoires d’un franc-tireur[4]), l'un de ses amis des FTP-MOI et confidents, qui rencontra d'ailleurs sa famille en Arménie soviétique, il serait né le 5 novembre 1895 à Alégouchen (aujourd’hui Azadachen) au Syunik[3].

Son père est maçon, et lui-même travaille dès l’âge de quatorze ans à Tiflis (Géorgie) comme mécanicien, puis comme typographe. Selon Diran Vosguiritchian, il aurait en même temps fait des études et réussi l’examen d’entrée au séminaire Nercissian.

### Le révolutionnaire

#### Débuts
Arpen Tavitian rejoint le parti bolchevik de Géorgie en 1917, puis l'Armée rouge l'année suivante, intégrant une brigade de gardes rouges qui combat pour défendre la commune de Bakou (voir 26 commissaires de Bakou) lors de la bataille de Bakou, affrontements lors desquels il aurait été blessé trois fois. Il est fait prisonnier par les troupes anglaises qui s’emparent de la ville en août, mais parvient à s’échapper à Téhéran. Il revient ensuite combattre en Azerbaïdjan et en Arménie, où il aurait vraisemblablement participé à l'insurrection bolchevique de mai 1920 écrasée par le gouvernement arménien dominé par la Fédération révolutionnaire arménienne. Arpen Tavitian commence soldat, puis grimpe en 1920 les échelons et devient officier et commissaire politique après un court stage à l’école militaire rouge Chahoumian à Bakou. C'est avec cette fonction qu'il accueille la XIe armée rouge qui entre à Erevan le 2 avril 1921. Il participe ensuite plus activement au parti communiste soviétique, devenant instructeur-organisateur auprès du Comité central d’Arménie, de Géorgie et d’Azerbaïdjan. Il combat durant toute la guerre civile russe dans le Caucase.

#### Membre persécuté de l'opposition de gauche
Il entreprend à partir de 1923 des études à l’université communiste de Transcaucasie (Tiflis) dont il est exclu en 1925 pour trotskisme et pour appartenir à l'Opposition de gauche critique du stalinisme. Il est renvoyé en Arménie, où on lui confie un certain nombre de fonctions : responsable de l’agitprop ; secrétaire d’un comité de district puis secrétaire de la section de presse du Comité central ; sur le plan syndical, président du comité ouvrier de la construction des chemins de fer.
Mais, en juillet-août 1927 à Erevan, la purge contre l'opposition de gauche, dont il est porte-parole, bat son plein, ce qui lui vaut d'être exclu du Parti communiste à la fin de l'année puis d'être emprisonné le 24 septembre 1928 avec d'autres militants arméniens. Il reste sous le contrôle de la Guépéou à Erevan puis à Tiflis et enfin fin décembre à Akmolinsk (Kazakhstan). Dans la nuit du 22 janvier 1931, il est de nouveau arrêté avec toute la colonie bolchevik-léniniste, incarcéré à la prison de Petropavlosk et est condamné à trois ans de prison,. Transféré à Verkhneouralsk, il y entre dans le collectif bolchevik-léniniste et participe à une grève de la faim de 18 jours en décembre 1933. À la fin de sa peine, il est exilé le 22 janvier 1934 en Asie centrale à Andijan (Ouzbékistan). Il adresse en mars un télégramme (puis une lettre en avril) au Comité central du parti, à Moscou, dans lequel il propose de quitter l'Opposition pour faire front dans la lutte contre le fascisme et être réintégré dans le parti, mais cette proposition reste sans réponse. Le Guépéou essaye de le pousser pour qu'il déclare que ses opinions sont contre-révolutionnaires et pour qu'il pratique la délation, mais il ne cède pas ; toutefois, pendant ce temps, ses compagnons d’exil commencent à le considérer avec suspicion.

#### La fuite de l'URSS
Dans cette situation inconfortable, il décide de s'enfuir : il songe à aller à Moscou pour s'expliquer, mais abandonne vite l'idée, trop dangereuse ; il quitte Andjian le 30 juin 1934 et passe en Perse le 18 juillet. Les garde-frontières perses l'arrêtent et il est détenu à Tabriz jusqu'en septembre dans un grand dénuement.
Arpen Tavitian découvre que des publications mencheviques sont éditées à Paris. En été 1935, il prend alors contact avec le fils de Léon Trotski, Léon Sedov, en lui adressant un texte intitulé l’Appel au prolétariat mondial, daté du 4 août, qu'il signe de son pseudonyme Tarov. Ce document parle de son expérience et alerte l’opinion publique sur le sort des prisonniers politiques détenus en URSS. Il est diffusé par la presse trotskyste internationale, accompagné d’un commentaire de Trotsky. Il semblerait que ce soit ce récit de son séjour dans les prisons staliniennes qui est publié en octobre 1935 dans le journal socialiste américain New Militant, avec le pseudonyme A. Tarov.

#### Réfugié en France
Grâce à Trotsky et Sedov, un « fonds Tarov » est créé et alimenté par une souscription internationale pour lui venir en aide et payer son voyage en Europe. Après deux ans de récolte, il arrive à Marseille le 22 mai 1937 et à Paris le 25,. On lui fournit de faux papiers au nom d'Armenak Manoukian et il trouve du travail en tant que serrurier. Il est hébergé à Maisons-Alfort chez les militants ouvriers Roland et Yvonne Filiâtre, qui l'aurait d'ailleurs sauvé d'une tentative d'enlèvement par trois hommes au métro Porte Dorée. Il passe ensuite une partie de l’été chez Alfred Rosmer et sa femme Marguerite dans leur grange de Périgny-sur-Yerres.
Le 12 juin 1937, il est entendu par la commission d’enquête parisienne sur les procès de Moscou, et sa déposition, reproduite dans la presse trotskyste, fait une forte impression. Il se rapproche ensuite de Léon Sedov, participant notamment au groupe russe qu'il anime,. Il finit par s’en éloigner au bout de quelques mois, ne supportant pas l’atmosphère de querelle qui y règne. En effet, le climat y est souvent électrique, sans doute à cause des agissements de l’agent du Guépéou qui y est infiltré, Mark Zborowski, proche collaborateur de Sedov. Zborowski fait tout ce qu'il peut pour empêcher la publication des mémoires de Tavitian intitulées Dans les prisons du Thermidor russe et écrites à Tabriz. Arpen Tavitian s'éloigne définitivement du groupe après la mort de Sedov, dans des conditions peu claires, le 16 février 1938. Il écrit d'ailleurs à ce sujet à Trotsky le 9 juillet, laissant entendre que le malaise était dû à la présence « d’un élément étranger qui s’est introduit dans notre milieu », ce qui semblait viser Zborowski.
Au printemps 1939, il fait paraître, avec l’aide de Georges Servois du syndicat des correcteurs, une brochure imprimée en français (traduite du russe), signée Tarov, présentée comme une « contribution à la critique du programme d’action de la Quatrième Internationale » et intitulée Le Problème est : viser juste. Comme le note Rodolphe Prager, auteur de la notice de Arpen Tavitian dans le Maitron et qui a vraisemblablement pu lire sa brochure, « Ce pamphlet « gauchiste » présentait comme entachée de réformisme la lutte pour les revendications immédiates des travailleurs et pour les objectifs de transition, et préconisait le combat direct pour la prise du pouvoir. Il se réclamait de l’orthodoxie trotskyste ». Des proches de la revue La Révolution prolétarienne, dont Servois, trouvent un emploi à Arpen Tavitian à l’Association des ouvriers en instruments de précision, entreprise coopérative du 13e arrondissement, où il travaille du 20 décembre 1937 au 30 mars 1940. Il s’installe alors dans un hôtel de l’avenue Daumesnil et fait de rapides progrès en français, bien qu’il eût un fort accent.

### Le résistant

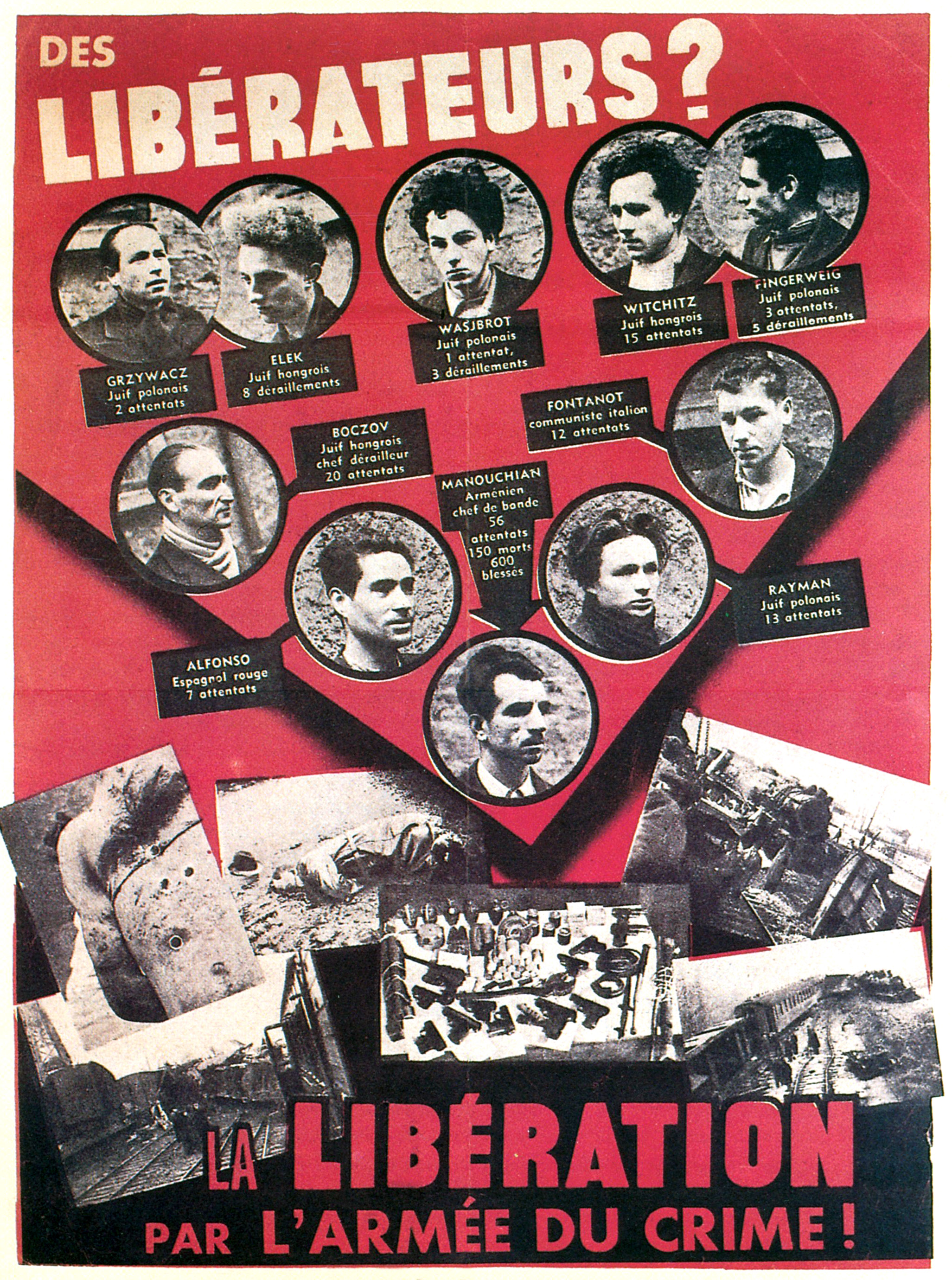
L'Affiche rouge.

À la fin des années 1930 et début des années 1940, Arpen Tavitian se rapproche des milieux de l’émigration arménienne, en particulier de communistes arméniens, pour sortir de son isolement. Il déclare à Servois partir travailler en Allemagne, où il aurait séjourné du 14 janvier 1941 au 26 mars 1942, obéissant alors à une consigne communiste. Il confie à ce premier ses documents, en particulier le manuscrit de ses mémoires, que Servois détruit quelques années plus tard en découvrant l'Affiche rouge.
À son retour d'Allemagne, Arpen Tavitian tisse des liens avec Missak Manouchian. Mélinée Manouchian se souvient dans ses mémoires que son mari lui présente Tavitian en 1942 dans un café, en disant : « Il est avec nous ». Selon elle, Missak voulait, par cette présentation, connaître l’impression que lui produisait cette nouvelle recrue. Elle ajoute que Manouchian savait qu’il était anti-stalinien et qu’il s’était enfui d’URSS. Il s'occupe de l’intégrer dans le groupe arménien de la Main d’œuvre immigrée puis de le faire rejoindre le premier détachement des Francs-tireurs et partisans (FTP) où il est admis en juillet 1943 avec le matricule 10 050 sous le pseudonyme d’André par le responsable politique des effectifs Abraham Lissner.
Arpen Tavitian commence alors ses activités de résistant :
- dans la nuit du 12 au 13 août 1943, il participe à une opération de déraillement sur la ligne Paris-Verdun, à proximité de Chalons-sur-Marne, conduite par Joseph Boczov[3] ;
- le 28 août, il jette une grenade sur un camion rempli de soldats allemands à la sortie des usines Renault à Boulogne-Billancourt, couvert par ses camarades FTP arméniens[3] ;
- le 5 octobre, il est blessé lors d'une opération ratée visant à abattre Gaston Bruneton, directeur de la main-d’œuvre française en Allemagne, devant l’École des mines, boulevard Saint-Michel[3]. Cette opération, dirigée par le Roumain Alexandre Jar avec quatre autres partisans qui ne semblent pas bien se connaître, tourne mal et, au cours du repli, l’un des FTP tire par mégarde sur Arpen Tavitian au bras gauche et à la hanche alors qu’il s’apprêtait à rendre son arme à Olga Bancic, avenue de l’Observatoire[3]. Son camarade Diran Vosguiritchian le soutient et l'emmène chez un médecin arménien, puis à la clinique Alésia où il est opéré[3]. Le lendemain, Arménouhie Assadourian, la sœur de Mélinée, recueille Arpen Tavitian chez elle, puis il est installé dans une chambre d’hôtel de la rue des Gravilliers cédée par Henri Karayan, jeune FTP arménien[3]. Pendant près de six semaines, Mélinée Manouchian lui apporte chaque jour nourriture, médicaments et renouvelle ses pansements, période pendant laquelle ils font plus ample connaissance, Arpen Tavitian lui confiant son passé trotskyste[3].

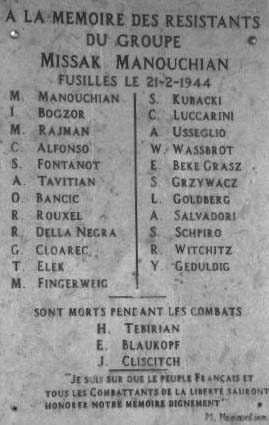
Mémorial de l'Affiche rouge à Valence.

Arpen Tavitian est finalement arrêté par la brigade spéciale no 2 des Renseignements généraux le 19 novembre 1943, à son domicile, 200 rue de Belleville. Il est jugé et le verdict tombe le 21 février 1944 au matin : les 23 résistants arrêtés sont condamnés à mort,,. La sentence précise qu'ils ont cinq jours pour présenter leur recours en grâce. Cette clause n'est pas respectée et vingt-deux d'entre eux sont fusillés au Mont-Valérien le jour même,,, en refusant d'avoir les yeux bandés, tandis qu'Olga Bancic est transférée en Allemagne et guillotinée à la prison de Stuttgart le 10 mai 1944. « Il faut penser également à Manoukian qui meurt avec moi », écrit Missak Manouchian à la sœur de Mélinée, deux heures avant son exécution, soulignant son attachement à ce compagnon.
Sur la tombe de Arpen Tavitian au cimetière parisien d'Ivry, dans le carré réservé aux membres du « groupe Manouchian » fusillés le 21 février 1944, se trouve une plaque de la République socialiste d’Arménie portant la mention : « Tes camarades de combat qui ne t’oublieront jamais ». Arpen Tavitian aurait été réhabilité en Arménie, ainsi que sa femme et sa fille, qui avaient été déchues de leurs droits civils.
Le 21 février 2024, il est cité « Mort pour la France », ainsi que ses 23 autres camarades, avec l'entrée de Missak et de Mélinée Manouchian lors de la cérémonie de panthéonisation en présence d'Emmanuel Macron. Une plaque portant son nom et ceux des 23 résistants du groupe Manouchian est apposée au Panthéon. Son portrait figure avec les autres camarades du groupe des FTP-MOI de l'Ile-de-France.

## Œuvre
- Dans les prisons du Thermidor russe (manuscrit détruit) ;
- A. Tarov, Le problème est : viser juste, Paris, 1939.